# Mustahamba (Rõuge)
Mustahamba – wieś w Estonii, w prowincji Võru, w gminie Rõuge.